# Aprendizaje vago
En inteligencia artificial, el aprendizaje vago es un método de aprendizaje en el que la generalización más allá de los datos de entrenamiento es demorada hasta que se hace una pregunta al sistema, al contrario que en el aprendizaje entusiasta, donde el sistema intenta generalizar los datos de entrenamiento antes de recibir preguntas.  
La ventaja principal que se obtiene utilizando un método de aprendizaje vago, como el razonamiento basado en Casos, es que la función objetivo será aproximada localmente, como en el algoritmo vecino más k-próximo.   Debido a que la función objetivo es aproximada localmente para cada pregunta al sistema, los sistemas de aprendizaje vago pueden simultáneamente resolver múltiples problemas y gestionar con éxito cambios en el dominio del problema.  
Las desventajas del aprendizaje vago incluyen el gran espacio requerido para almacenar todo el set de datos de entrenamiento.   Datos de entrenamiento particularmente ruidosos aumentan la base de casos innecesariamente, porque no se realiza una abstracción durante la fase de entrenamiento.   Otra desventaja es que los métodos de entrenamiento vago son normalmente más lentos de evaluar, aunque esto se asocia con una fase de entrenamiento más rápida.  
Los clasificadores vagos son los más útiles para sets de datos grandes con pocos atributos.
- Datos: Q130657